# دائرة ذراع الميزان
دائرة ذراع الميزان إحدى دوائر ولاية تيزي وزو. 
مقرها ذراع الميزان. 
تبلغ مساحتها 239.2125 كم² يقطنها 102776 نسمة (أي بكثافة سكانية تقدر بـ 430 نسمة /كم²). 
وتضم كل من بلديات :
- ذراع الميزان
- فريقات
- عين الزاوية
- أيت يحي موسى

## مواضيع ذات صلة
- دوائر ولاية تيزي وزو
- بلديات ولاية تيزي وزو